# إيفادن بيكر
إيفادن بيكر (بالإنجليزية: Evadne Baker)‏، كانت مُمثلة إنجليزية جنوب أفريقية.

## أعمالها
| السنة | عُنوان الفيلم بالعربية | العُنوان الأصلي للفيلم  | الدور                    | مُلاحظات    |
| ----- | --------------------- | ---------------------- | ------------------------ | ---------- |
| 1961  | قراصنة تورتوغا        | Pirates of Tortuga     | باود                     | غير معتمدة |
| 1961  | سبع نساء من الجحيم    | Seven Women from Hell  | ريغان                    |            |
| 1961  |                       | The Second Time Around | فتاة                     | غير معتمدة |
| 1963  | خُذها، إنها لي         | Take Her, She's Mine   | المرأة في اجتماع المؤسسة | غير معتمدة |
| 1964  |                       | Shock Treatment        | داخلي                    |            |
| 1964  |                       | Fate Is the Hunter     | الكاتبة                  | غير معتمدة |
| 1965  | صوت الموسيقى          | The Sound of Music     | الأُخت بيرنيس             |            |

## روابط خارجية
إيفادن بيكر على موقع IMDb (الإنجليزية)
- إيفادن بيكر على موقع قاعدة بيانات الفيلم (الإنجليزية)